# Sant'Abbondio (Itália)
Sant'Abbondio é uma comuna italiana da região da Lombardia, província de Como, com cerca de 777 habitantes. Estende-se por uma área de 7 km², tendo uma densidade populacional de 111 hab/km². Faz fronteira com Bellano (LC), Menaggio, Perledo (LC), Plesio, Santa Maria Rezzonico.

## Demografia
| Variação demográfica do município entre 1861 e 2001                               |
|                                                                                   |
| Fonte: Istituto Nazionale di Statistica (ISTAT) - Elaboração gráfica da Wikipedia |